# Böhlen
Böhlen – miasto w Niemczech, w kraju związkowym Saksonia, w okręgu administracyjnym Lipsk, w powiecie Lipsk (do 31 lipca 2008 w powiecie Leipziger Land).

## Bibliografia

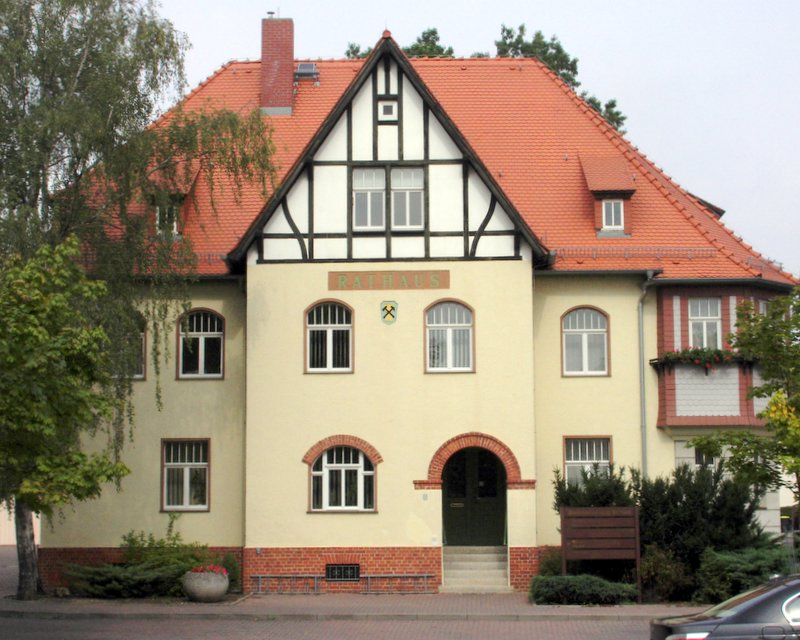
Ratusz

## Geografia
Böhlen leży nad rzeką Pleiße, ok. 15 km na południe od Lipska.

## Współpraca
- Aichwald, Badenia-Wirtembergia
- Vaulx-en-Velin, Francja